# کیخسرو کهیایی
کیخسرو (خسرو) کهیایی (متولد ۴ دی ۱۳۱۹ - درگذشته ۱۹ شهریور ۱۳۸۴)، شطرنج‌باز ایرانی و عضو سابق تیم ملی شطرنج ایران بود، که در سال ۱۳۴۳ قهرمان شطرنج ایران شد.
وی در قالب تیم ملی شطرنج ایران، سابقه حضور در مسابقات المپیاد شطرنج در سالهای ۱۹۶۴ و ۱۹۹۰ را دارد.